# Zapora Vajont

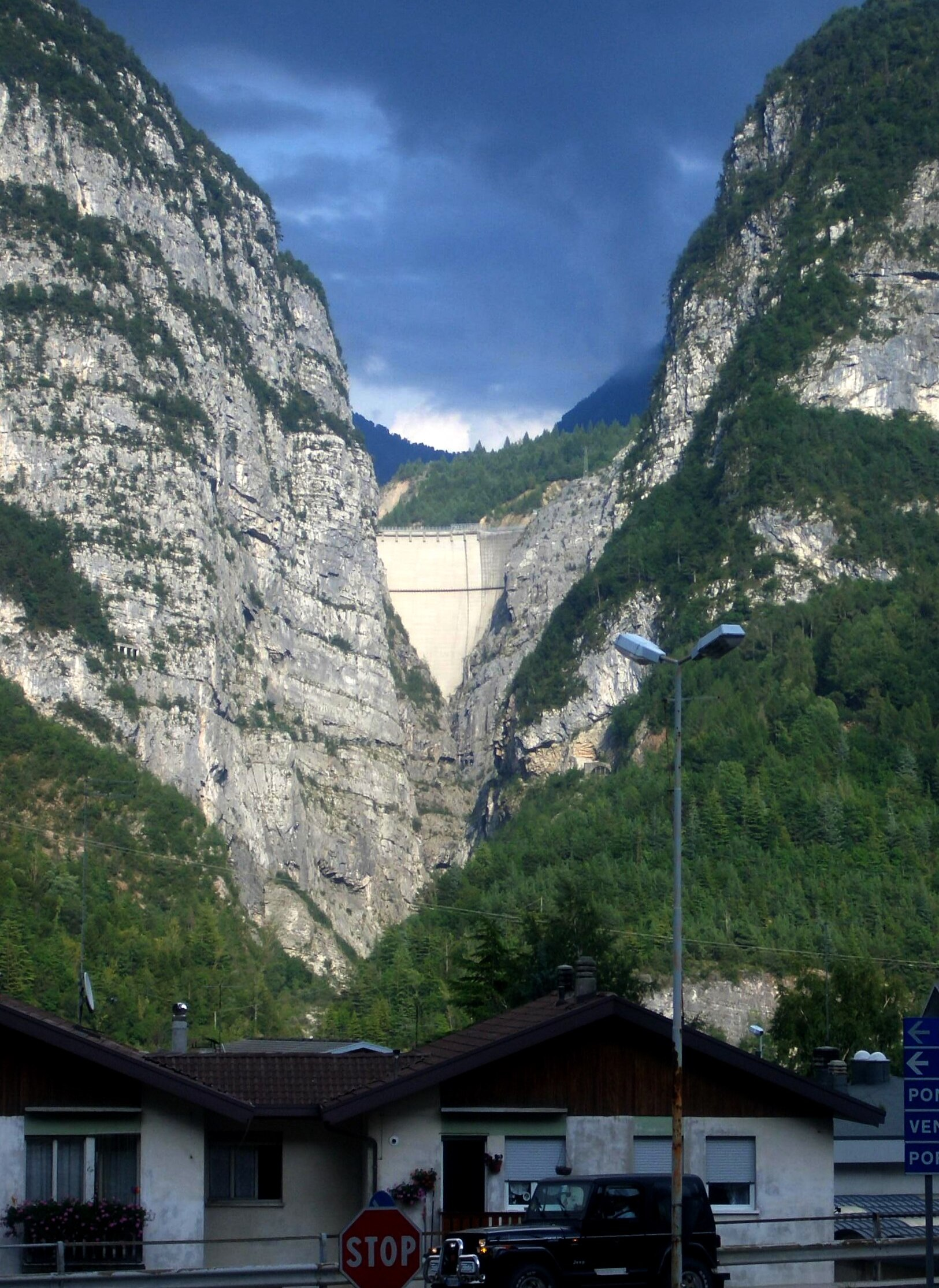
Zapora Vajont widziana z miejscowości Longarone w 2005 roku

Zapora Vajont (wł. Diga del Vajont) – nieczynna zapora wodna w Prowincji Pordenone, w regionie Friuli-Wenecja Julijska w północnych Włoszech (ok. 100 km na północ od Wenecji). Znajduje się w dolinie stanowiącej granicę między pasmami górskimi Prealpy Belluńskie a Dolomiti Friulane. Wybudowana w latach 1956–1961 na rzece Vajont, dopływie Piawy. Znana w związku z katastrofą zapory wodnej, która wydarzyła się 9 października 1963 roku, a w której zginęło 1917 osób. 

## Podstawowe dane techniczne
Lekka, łukowa zapora jest dziełem inżyniera Carlo Semenzy, związanego ze słynnym włoskim laboratorium zapór wodnych w Bergamo. Mierzy 264,6 m wysokości, 27 m grubości u podstawy i 3,4 m w koronie. Pojemność zbiornika powyżej zapory wynosiła 168,715 mln m³, a objętość betonu użytego do budowy ściany zapory – 360 tys. m³. W chwili ukończenia budowy była najwyższą zaporą wodną na świecie: należał do niej absolutny rekord piętrzenia wody, wynoszący 261,6 m.

## Budowa
Zapora została posadowiona na zwięzłych wapieniach dolomitowych wieku jurajskiego. Kierownictwo SADE (Società Adriatica di Elettricità), spółki budującej zaporę podało do wiadomości publicznej, że geologia wąwozu została dokładnie rozpoznana, a badania wykazały, że formy krasowe nie stanowią tu poważnego niebezpieczeństwa. W celu zahamowania infiltracji pod stopą fundamentową i przyczółkami wykonano odpowiednie ekrany wodoszczelne.

## Pierwsze ostrzeżenie
22 marca 1959 roku (gdy trwała budowa zapory Vajont) nastąpiło osunięcie ziemi ze zbocza przy zaporze Pontesei w dolinie Valzoldana odległej o 11 km od Vajont. W wyniku osuwiska powstała fala, która przelała się przez zaporę. Zginęła jedna osoba, a sprawę zbagatelizowano. 
Zapewne dogodne warunki posadowienia zapory Vajont spowodowały, że zbagatelizowane zostały niektóre obserwacje geologiczne na zboczach zbiornika. Jeszcze przed spiętrzeniem wody, 4 listopada 1960, nastąpiło pierwsze osunięcie części zbocza. Przeprowadzone wówczas dokładniejsze badanie tego fragmentu zbocza wykazało, że jest ono zbudowane z wapieni, dolomitów i skał krzemionkowych, poprzekładanych łupkami, sprzyjającymi powstawaniu stref ześlizgu. Usunięto gruz z doliny, a feralny odcinek zbocza utrwalono zastrzykami cementowymi. Zdarzenie to pokazało, że kalkulacje ekspertów spółki nie były dokładne i trzeba się liczyć z możliwym zagrożeniem dla doliny.

## Katastrofa
We wrześniu 1963 r. nastąpiły w regionie silne opady deszczu. Namoknięte warstwy łupków z każdym dniem traciły zwięzłość i stanowiły coraz lepszą warstwę poślizgową. Na dziesięć dni przed katastrofą stwierdzono uaktywnienie się procesów spełzywania gruntu, które osiągnęło szybkość 41 cm na dobę. Po dłuższych wahaniach nadzór zapory zdecydował się na otwarcie upustów i odprowadzenie części wody. Do chwili katastrofy poziom lustra wody obniżono o 23 m.
9 października 1963 r. o godzinie 22:39 doszło do katastrofy. Z namokniętego wodą zbocza Monte Toc, na szerokości blisko 3 km, do zbiornika powyżej zapory zjechało z prędkością 110 km/h 240–270 mln m³ skał, ziemi, drzew. Przy wysokim stanie wody w zbiorniku spowodowało to jej spiętrzenie i powstanie dwóch fal powodziowych. Jedna zniszczyła szereg przysiółków na zboczach po przeciwnej stronie zbiornika i powyżej niego. Druga przelała się przez koronę zapory. W wyniku tego powstała fala 70-metrowej wysokości, która pędząc wąską doliną poniżej zapory z prędkością blisko 100 km/h zrównała z powierzchnią ziemi miejscowości Pirago, Rivalta, Villanova, Faè i położoną u wylotu doliny Vajont miejscowość Longarone, zabijając 1917 osób. Sama zapora nie uległa większemu zniszczeniu. Zbiornik Vajont został wypełniony gruzem skalnym do wysokości 175 m i tym samym stracił większość swych własności retencyjnych.

## W kulturze
W 2001 powstał film o tragedii zapory Vajont pod tytułem „Vajont, La diga del disonore”.